# Lourdes Alcorta
María Lourdes Pía Luisa Alcorta Suero (Miraflores, 21 de junio de 1951) es una publicista, comunicadora social y política peruana. Fue congresista de la república durante tres periodos y regidora de San Isidro desde enero del 2003 hasta diciembre del 2006.

## Biografía
Nació en el distrito de Miraflores, ubicado en la ciudad de Lima, el 21 de junio de 1951. Es hija del comerciante César Alcorta Lañas y de la profesora Olga Suero Puccio.
Estudió la primaria y la secundaria en el Colegio Sagrado Corazón Sophianum, en San Isidro. 
Estuvo dedicada a la actividad privada hasta el año 2003, iniciándose como productora de televisión. Luego se dedicaría a la publicidad como directora de cuentas en las agencias Peruana de Publicidad y Fórum. Tiempo después, formaría su propia agencia, Alma Publicidad. De igual manera, ha sido expositora en diversos seminarios referentes a Publicidad y Mercadotecnia. Estudió la carrera de publicista en la Universidad de Lima entre 1973 y 1975.

## Carrera política
Lourdes Alcorta se inicia en el ámbito político cuando es convocada por Lourdes Flores como su asesora de prensa e imagen para las elecciones presidenciales del año 2001. Cargo que ocuparía hasta el 2004 y al que volvería como parte de un equipo más amplio de voceros en su campaña presidencial del 2006.
Luego decide integrarse al Partido Popular Cristiano y dentro del partido, Alcorta ocupó los cargos de secretaria de prensa y miembro del Comité Ejecutivo Nacional.
Para las elecciones municipales del 2002, Alcorta decide por primera vez participar en la política como candidata a regidora del municipio del distrito de San Isidro por la alianza Unidad Nacional. Resultó luego elegida para el periodo 2003-2006.

### Congresista de la República
Durante la campaña presidencial de las elecciones generales del año 2006, Alcorta fue una de las voceras de la campaña de Lourdes Flores. Alcorta también se inscribió como candidata al Congreso de la República por Unidad Nacional con el número 20 de la lista por Lima Metropolitana y durante su postulación, se hizo conocida en medios de comunicación por defender la pena de muerte para violadores de menores de edad. Plataforma que impulsó sin éxito luego de ser electa congresista.
Alcorta luego resultó elegida con 47,688 votos para el periodo parlamentario 2006-2011.
Desde el 2006 hasta el 2011, sus principales leyes estuvieron relacionadas con la seguridad interna, seguridad externa y a la protección de la familia. Es artífice del bono extraordinario para los policías y militares. Impulsó leyes para quitar la patria potestad a los padres que abusan sexualmente de sus hijos. Y que garantizan la sana recreación de los menores de edad en las cabinas de internet. Así como la obligatoriedad de las empresas de estacionamientos a brindar seguridad a sus usuarios. Ejerció como secretaria de la Comisión de Defensa y luego como vicepresidenta de la Comisión de Inteligencia.
Al culminar su gestión, Alcorta decidió postular a la reelección en las elecciones parlamentarias del 2011 por la Alianza por el Gran Cambio y tuvo éxito para el periodo 2011-2016.
En este periodo ejerció como presidenta de la Comisión de Economía y de la Comisión de Seguridad Ciudadana. También presidió la Comisión de Relaciones Exteriores.
En 2013, Alcorta renunció al Partido Popular Cristiano y a la bancada de Alianza por el Gran Cambio tras discrepancias internas y luego se incorporó a la bancada de Unión Regional junto a Gabriela Pérez del Solar. Sin embargo, terminó por salir de este grupo y finalmente se unió a la bancada de Concertación Parlamentaria.
En las elecciones del 2016, Alcorta decide unirse al partido Fuerza Popular liderado por Keiko Fujimori y participar en su segunda reelección. Manifestó su comodidad en el partido y defendió los cuestionamientos del fujimorismo.
Fue nuevamente reelegida para el periodo 2016-2021. Sin embargo, el 30 de septiembre del 2019, su cargo parlamentario es finalizado por el cierre del Congreso de la República decretado por el entonces presidente, Martín Vizcarra. Tras esto, Alcorta siguió laborando en la Comisión Permanente hasta el 2020 y fue opositora al gobierno de Vizcarra. También fue opositora al gobierno del expresidente Pedro Castillo.
En el año 2024, anunció su afiliación al partido Renovación Popular de Rafael López Aliaga.